# جيف كيث
جيف كيث (19 نوفمبر 1937 بونشستر في المملكة المتحدة - 26 ديسمبر 1975 في المملكة المتحدة) (بالإنجليزية: Geoff Keith)‏ هو لاعب كريكت بريطاني. لعب مع نادي مقاطعة هامبشاير للكريكت ‏ ونادي مقاطعة سومرست للكريكت ‏.

## وصلات خارجية
- جيف كيث على موقع إي آس بي آن كريك إنفو (الإنجليزية)